# 王融 (太子中庶子)
王融（5世紀—493年5月3日），琅邪郡临沂县（今山东省临沂市）人，王奂长子，南齐官员。

## 生平
王融与弟弟王琛是孪生兄弟，四月二日出生，之后在南齐担任太子中庶子。永明十一年（493年），齐武帝萧赜派人抓捕王奂，王奂被斩杀，四月二日（493年5月3日），王融与弟弟王琛在京城被弃市。

## 家庭

### 父母
- 王奂，南齐使持节、散骑常侍、都督雍梁南北秦四州郢州之竟陵司州之随郡军事、镇北将军、雍州刺史
- 陈郡殷氏，刘宋太中大夫殷道矜之女[4][5]

### 兄弟姐妹
- 王琛，南齐司徒从事中郎
- 王彪
- 王爽
- 王弼
- 王肃，北魏散骑常侍、车骑将军、都督淮南诸军事、扬州刺史、昌国宣简公
- 王秉，北魏辅国将军、幽州刺史
- 王氏，嫁殷叡

### 子女
- 王诵，北魏镇军将军、金紫光禄大夫，给事黄门侍郎
- 王衍，东魏侍中、车骑将军